# Natrix tessellata
Couleuvre tessellée
Espèce
Synonymes
- Coronella tessellata Laurenti, 1768
- Tropidonotus tessellatus (Laurenti, 1768)
- Coluber hydrus Pallas, 1771
- Coluber ponticus Guldenstadt, 1811
- Coluber penttatus Menetries, 1832
- Tropidonotus tessellatus var. hagenbecki Werner, 1897
- Tropidonotus tessellatus var. lineaticollis Werner, 1897
- Tropidonotus tessellatus var. nigerrima Werner, 1897
- Natrix tessellata heinrothi Hecht, 1930
- Natrix dunni Malnate, 1968

Statut de conservation UICN

 LC  : Préoccupation mineure
Natrix tessellata, la Couleuvre tessellée, est une espèce inoffensive de serpents de la famille des Natricidae.

## Répartition

Aire de répartition de la Couleuvre tessellée.

Cette espèce se rencontre en Eurasie, de l'Italie à la Chine, ainsi qu'au Moyen-Orient :
- en Allemagne, au Sud de la Suisse, en Italie, à l'Est de l'Autriche, en Pologne, en Tchéquie, en Slovaquie, en Hongrie ;
- en Slovénie, en Croatie, en Bosnie-Herzégovine, au Monténégro, en Serbie, en Macédoine, en Albanie, en Grèce, en Bulgarie, en Roumanie, en Moldavie, en Ukraine ;
- en Russie, en Géorgie, en Arménie, en Azerbaïdjan, en Turquie, à Chypre ;
- en Syrie, au Liban, en Jordanie, en Israël, en Irak, en Iran ;
- en Égypte ;
- au Pakistan, en Afghanistan, au Turkménistan, au Tadjikistan, au Kirghizistan, en Ouzbékistan, au Kazakhstan et au Xinjiang en Chine.

À partir de 2020 elle se retrouve en France, sur les rives du Léman, en raison de l'introduction d'individus côté suisse du lac.
Elle est absente de pays d'Europe occidentale : Portugal, Espagne, Benelux, îles Britanniques.
L'aire de répartition de Natrix tessellata est très complémentaire de celle de Natrix maura qui se répartit à l'ouest du Bassin méditerranéen (Europe occidentale et Maghreb). Morphologiquement très proches et occupant des niches écologiques très semblables, les deux espèces sont souvent présentées comme un bon exemple d'espèces vicariantes : des espèces très apparentées qui occupent des niches écologiques semblables dans des zones géographiques séparées. Pourtant les études phylogénétiques ont révélé que Natrix tessellata est plus apparentée à Natrix natrix, écologiquement et morphologiquement plus différenciée, qu'à Natrix maura.

## Habitat
Natrix tessellata est une couleuvre aquatique fréquentant des cours d'eau, les marais et des lacs, le plus souvent en eau peu profonde. Elle chasse aussi sur les côtes marines, notamment autour de la mer Adriatique, de la mer Noire et de la mer Caspienne.

## Description
Natrix tessellata est carnivore et se nourrit de petits poissons et amphibiens. Ce serpent aquatique passe beaucoup de temps dans l'eau, notamment pour chasser. Lorsqu'elle se sent menacée, il peut lui arriver de feindre la mort et de sécréter une substance à l'odeur désagréable afin de dissuader ses prédateurs de l'attaquer.

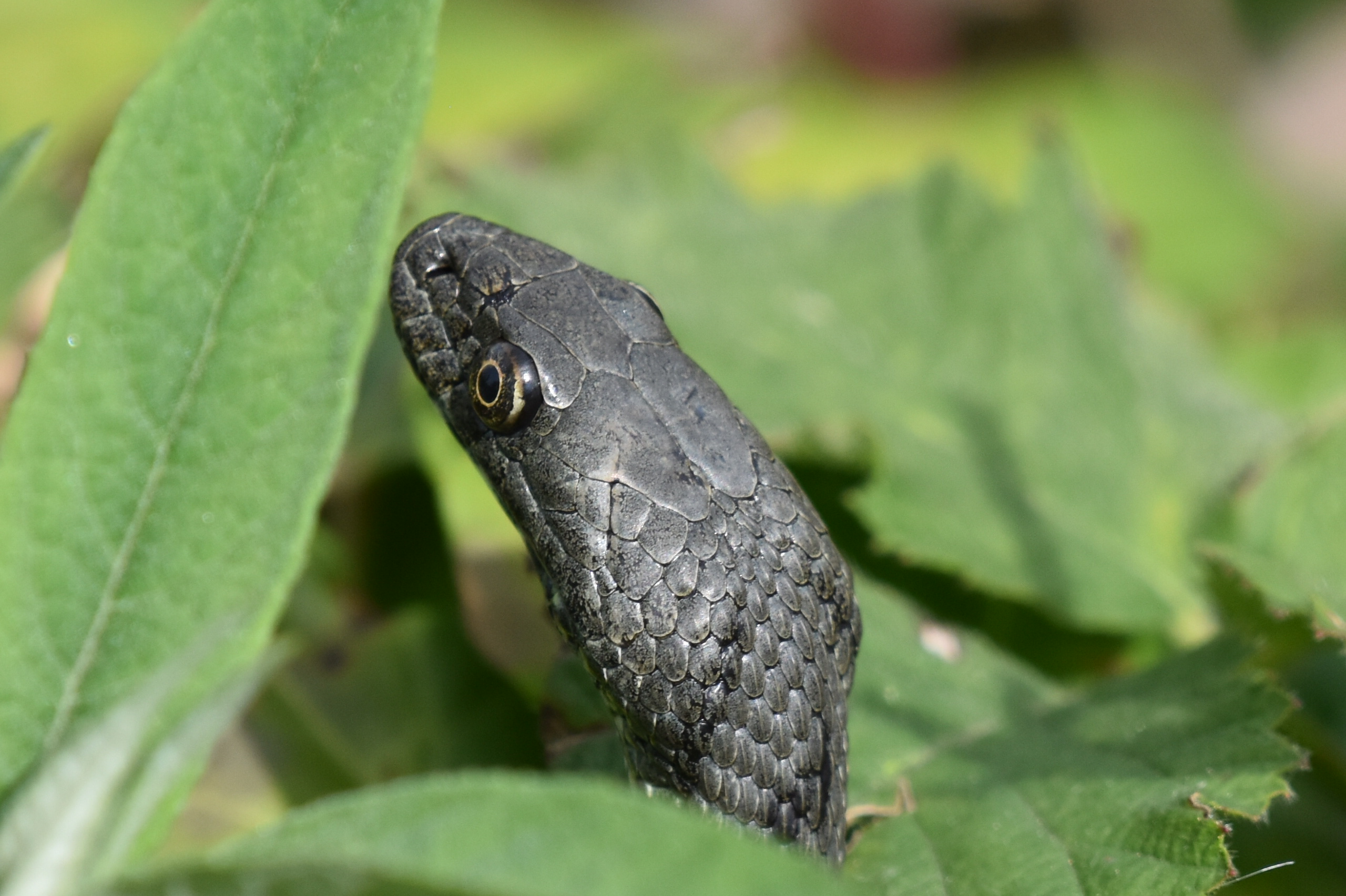
Tête de couleuvre tesselée dépassant de la végétation.
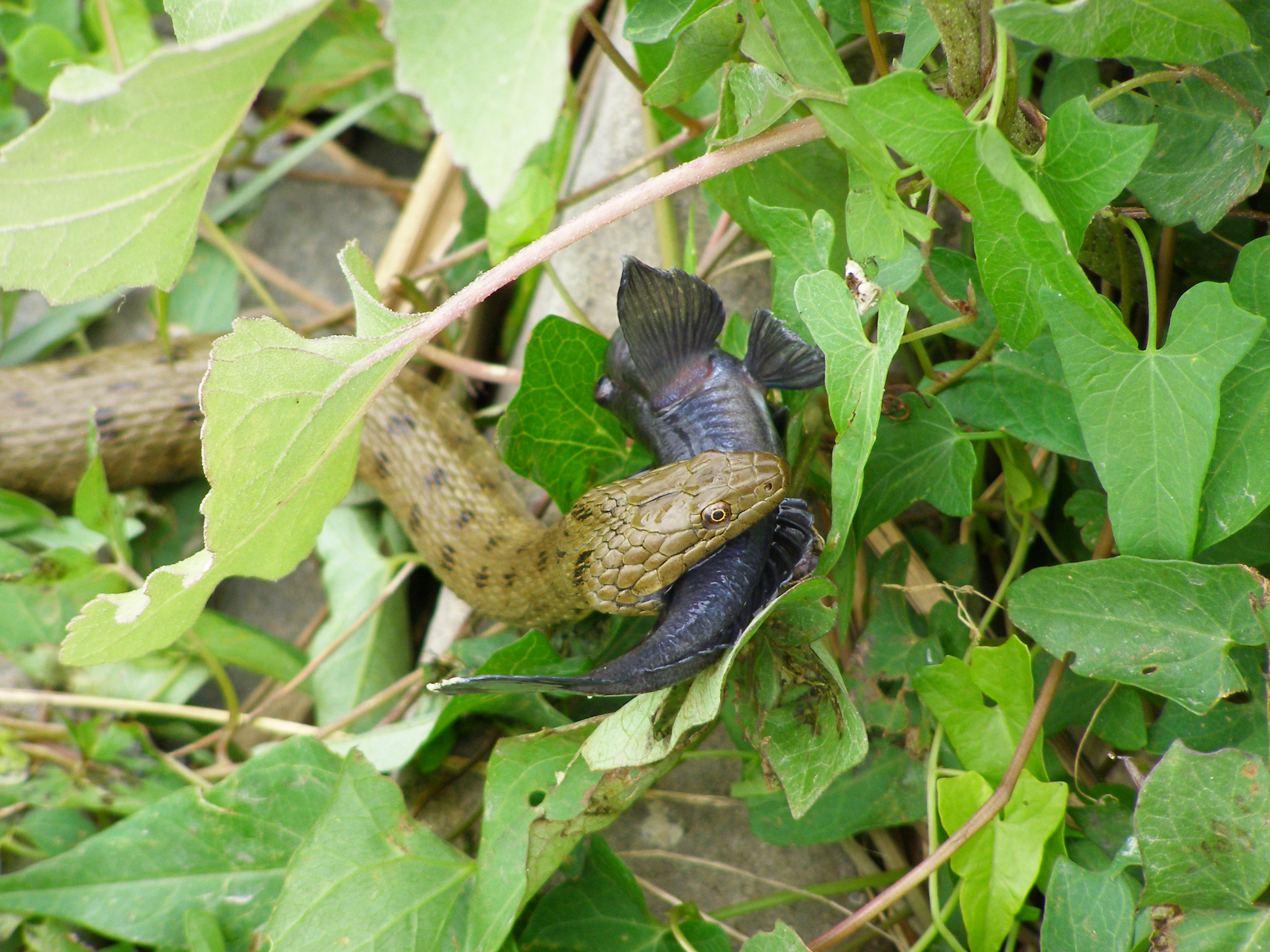
Couleuvre tessellée capturant un gobie.
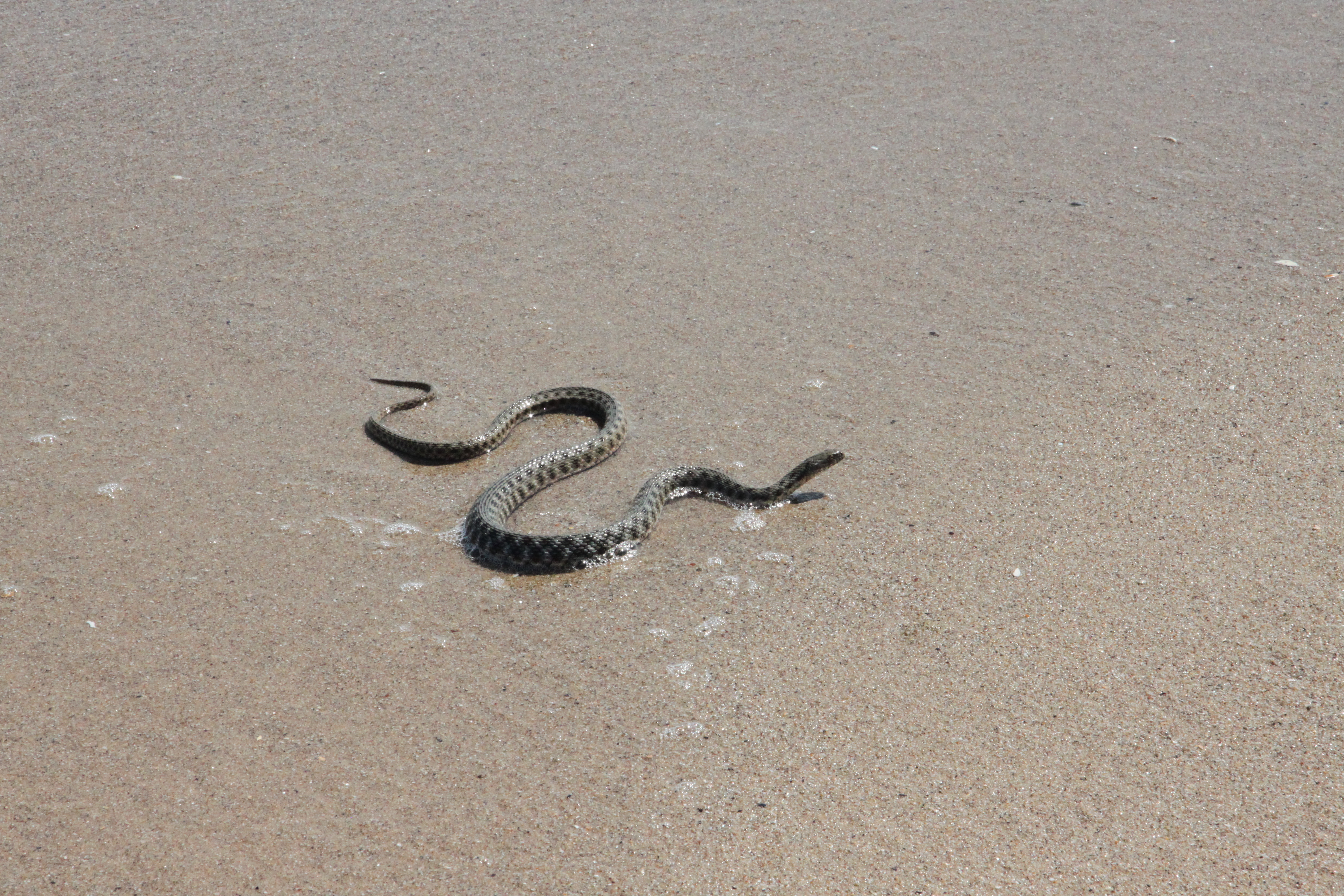
Spécimen sur une plage de la mer Noire en Ukraine.

## Menaces
L'espèce n'est pas considérée par l'UICN comme une espèce menacée.
Cette espèce est citée en annexe II de la Convention de Berne.

## Étymologie
L'épithète spécifique, tessellata, vient du latin tessella, « mosaïque », en référence aux motifs tessellés de cette couleuvre.

## Publications originales
- Hecht, 1930 : Systematik, Ausbreitungsgeschichte und Ökologie der europäischen Arten der Gattung Tropidonotus (Kuhl) H. Boie. Mitteilungen aus dem Zoologischen Museum in Berlin, vol. 16, p. 244-393.
- Laurenti, 1768 : Specimen medicum, exhibens synopsin reptilium emendatam cum experimentis circa venena et antidota reptilium austriacorum Vienna Joan Thomae p. 1-217 (texte intégral).